# أريستيديس كونستانتيندس
أريستيديس كونستانتيندس (باليونانية: Αριστείδης Κωνσταντινίδης) هو دراج يوناني. شارك في دورة الألعاب الأولمبية الصيفية وفاز بميدالية أولمبية.

## الميداليات
| الميدالية | المسابقة                 |
| --------- | ------------------------ |
| ذهبية     | ألعاب أولمبية صيفية 1896 |

## وصلات خارجية
- أريستيديس كونستانتيندس على موقع أرشيف الدراجات (الإنجليزية)
- أريستيديس كونستانتيندس على موقع إحصائيات الدراجات الإحترافية (الإنجليزية)
- أريستيديس كونستانتيندس على موقع اللجنة الأولمبية الدولية (الإنجليزية)
- أريستيديس كونستانتيندس على موقع أوليمبيديا (الإنجليزية)